# Jure uxoris
Jure uxoris, come l'equivalente maritali jure, è una locuzione latina che indica un diritto acquisito grazie alla moglie. È comunemente utilizzato per riferirsi ad un titolo detenuto da un uomo la cui moglie ne è investita per suo proprio diritto. In altre parole, egli acquisisce il titolo semplicemente essendo suo marito.

## Storia
Il marito di una ereditiera diventa possessore delle sue proprietà e titoli jure uxoris "per diritto di sua moglie". Nel Medioevo ciò era invariabilmente vero persino per le regine e principesse regnanti. Di conseguenza, il marito di un monarca regnante di sesso femminile, diventava monarca. Ciò era una situazione molto comune nel Regno di Gerusalemme, esistito durante il tempo delle Crociate, così molti monarchi avevano accesso al trono dopo averne sposato la regina erede: Folco V d'Angiò, Guido di Lusignano, Corrado di Monferrato, Enrico II, conte di Champagne, Amalrico II di Lusignano.
In un altro caso, durante le crisi nel regno d'Ungheria dopo la morte nel XIV secolo di Luigi I d'Ungheria, Sigismondo di Lussemburgo sposò Maria d'Ungheria figlia del monarca deceduto, ottenendo la corona attraverso sua moglie. Dopo la morte di Sigismondo si verificò la stessa situazione: Alberto II d'Asburgo sposò Elisabetta di Lussemburgo, figlia di Sigismondo, e per tramite di lei ereditò il trono d'Ungheria.
In alcuni casi il sovrano così asceso rimaneva re persino dopo la morte della moglie, ed in alcuni casi addirittura lasciava il trono ai loro eredi propri che non erano figli della moglie in questione (cfr. Władysław II Jagiełło che salì al trono in qualità di marito della Regina Edvige). In caso di divorzio tra un monarca regnante di sesso femminile e suo marito, il marito sarebbe rimasto monarca mentre la moglie avrebbe perso il suo status. Un esempio di ciò è quando Maria di Boulogne e Matteo di Lorena divorziarono nel 1170. Maria cessò di essere contessa e Matteo continuò a regnare fino al 1173.
In tempi successivi, la donna rimaneva il monarca, ma il marito non aveva alcuni poteri. Per esempio Maria Teresa era regina regnante d'Ungheria e Boemia ma suo marito Francesco era Imperatore del Sacro Romano Impero. Questo comunque è un esempio imperfetto di come Francesco fu eletto al titolo (il titolo imperiale era elettivo piuttosto che ereditario, anche se spesso rimaneva nella stessa casa dinastica per lunghi periodi) e le donne erano escluse dal titolo imperiale.
In Gran Bretagna, poiché le donne furono escluse dalla Camera dei Lord fino al regno di Elisabetta II, alcuni uffici potevano essere esercitati jure uxoris. Per esempio, nel 1780 quando a Lady Priscilla Bertie fu permesso di ereditare il titolo di Baronessa Willoughby de Eresby che era stato diviso fra lei e sua sorella, fu anche accettata come rappresentante della posizione di Lord Gran Ciambellano, che fu equamente ripartita; comunque suo marito Sir Peter Gwydyr ha agito per suo conto in quell'ufficio.
In Portogallo vigeva una specifica condizione per un consorte di sesso maschile per diventare re jure uxoris: concepire un erede reale. La Regina Maria I aveva già avuto dei figli da suo marito quando divenne regina, così egli diventò re Pietro III del Portogallo al momento della salita al trono di sua moglie. Nel 1836 Maria II sposò il suo secondo marito, Ferdinando di Sassonia-Coburgo-Gotha. Ferdinando diventò monarca jure uxoris l'anno successivo (1837) non appena nacque il loro primo figlio, e regnò come Ferdinando II accanto alla moglie. Il primo marito della regina Maria, Augusto di Beauharnais, non fu monarca jure uxoris poiché morì prima di dare alla luce un erede.
In Spagna, la famiglia reale ha permesso ai mariti delle principesse di diventare un "duca consorte". Il titolo è di regola acquisito attraverso il matrimonio e viene perso in caso di divorzio. Quando Jaime de Marichalar ha divorziato dall'infanta Elena ha perso anche il suo titolo. Il marito dell'Infanta Cristina, Duchessa di Palma de Mallorca è Duca consorte di Palma de Mallorca.
I monarchi jure uxoris non devono essere confusi con il re consorte, che erano soltanto consorti della loro moglie e non co-regnanti.